# Brita Ripa
Ellen Brita Ripa, ogift Mogren, född 24 mars 1912 i Eskilstuna, död 1 januari 1994 i Halmstad, var en svensk kokboksförfattare.
Hon var dotter till ingenjör Axel Mogren och Ellen Karlson, men blev föräldralös vid tio års ålder. Hon kom då till morbrodern Elis Karlson, som var grosshandlare i Eskilstuna, och Jenny Johansson, där hon växte upp med kusinerna Lennart och Bengt Cromstedt.
Brita Ripa gav ut två böcker på 1980-talet med recept för högtidliga tillfällen.
Hon var gift två gånger, första gången 1934–1951 med överdirektör Kjell Edström (1908–1996) och fick barnen Björn (född 1935) och Barbro (född 1938). Andra gången gifte hon sig 1951 med överste Folke Ripa (1906–1994).